# Perlohmannia insignis
Perlohmannia insignis är en kvalsterart som först beskrevs av Berlese 1904.  Perlohmannia insignis ingår i släktet Perlohmannia och familjen Perlohmaniidae. Inga underarter finns listade i Catalogue of Life.